# 나카다촌 (효고현)
나카다촌(中田村)은 효고현 쓰나군에 있던 촌이다. 현재의 아와지시 남동부 나가타・이케노우치・오지에 해당한다.